# Szeged LK
Szeged Labdarúgó Klub – węgierski klub piłkarski z siedzibą w Segedynie.

## Historia
Chronologia nazw:
- 1899: Szegedi Atlétikai Klub (Szegedi AK)
- 1926: Bástya SC
- 1931: Szeged FC
- 1940: Szegedi AK
- 1949: Szegedi Szikra Munkás Torna Egylet (Szegedi MTE)
- 1950: Szegedi Petőfi
- 1957: Szegedi AK
- 1976: Szegedi Egyemeti Olajipari Atlétikai Klub (Szegedi EOL AK)
- 1985: SzEOL-Délép
- 1987: Szeged SC
- 1997: Szeged-Dorozsma FC
- 1998: Szeged-Dorozsma ESK
- 1999: Szeged Labdarúgó Klub

Klub został założony w 1899 roku jako Szegedi AK. W 1926 debiutował w najwyższej lidze węgierskiej. Największe sukcesy przypadły na lata 20. 30. i 40. XX wieku. Klub wielokrotnie zmieniał nazwę i był rozwiązywany. W 1976 odbyła się fuzja z innym miejskim klubem Szegedi EOL. Nowy klub otrzymał nazwę Szegedi EOL AK. W 1997 ponownie został odrodzony, kiedy klub Kiskundorozsma SC przeniósł się do Szegeda i przyjął nazwę Szeged-Dorozsma FC. W następnym roku zmienił nazwę na Szeged-Dorozsma ESK. Od 1999 występuje pod obecną nazwą. W sezonie 1999/2000 po rundzie jesiennej zrezygnował z dalszych występów i został zdegradowany do IV ligi. W sezonie 2000/01 występował w IV lidze, w sezonie 2001/02 i 2002/03 w III lidze, a od 2003 do 2005 w II lidze.

## Osiągnięcia
- III miejsce: 1926, 1941
- finalista Pucharu Węgier: 1930
- W lidze (24 sez. na 106): 1926/27-1930/31, 1932/33-1942/43, 1945/46-1948/49, 1950–1951, 1976/77–1977/78, 1981/82, 1983/84–1984/85, 1990/91, 1999/2000.

## Reprezentanci kraju grający w klubie
- Alban Bushi
- Sorin Cigan
- Aleksandar Đurić
- Attila Hajdú
- Attila Polonkai
- Károly Sándor
- Flórián Urbán